# Светско првенство у скоковима у воду 2017 — даска 3 м за мушкарце
Такмичење у скоковима у воду за мушкарце у дисциплини даска 3 метра на Светском првенству у скоковима у воду 2017. одржано је 19. јул (квалификације и полуфинале) и 20. јула (финале) 2017. године као део програма Светског првенства у воденим спортовима. Такмичења су се одржала у базену Дунав арене у Будимпешти (Мађарска).
Учестовало је укупно 56 такмичара из 35 земаља. Нови светски првак постао је кинески скакач Сје Сији који је убедљиво тријумфовао са 547,10  бодова, испред Немца Патрика Хауздинга и Руса Иље Захарова.

## Освајачи медаља
|                | Резултат |                       | Резултат |                   | Резултат |
|                |          |                       |          |                   |          |
| Сје Сији (КИН) | 547,10   | Патрик Хауздинг (НЕМ) | 526,15   | Иља Захаров (РУС) | 505,90   |

## Учесници по земљама
На такмичењу је учестовало укупно 56 скакача из 35 земаља. Свака од земаља имала је право да учествује са максимално 2 такмичара у овој дисциплини.
- Аустралија (2)
- Аустрија (1)
- Белорусија (2)
- Бразил (1)
- Велика Британија (2)
- Венецуела (1)
- Грузија (1)
- Египат (2)
- Ирска (1)
- Италија (2)
- Јамајка (1)
- Јапан (1)
- Јужна Кореја (2)
- Канада (2)
- Кина (2)
- Колумбија (2)
- Куба (2)
- Мађарска (2)
- Малезија (2)
- Мексико (2)
- Немачка (2)
- Нови Зеланд (1)
- Пољска (1)
- Порторико (1)
- Русија (2)
- Сингапур (2)
- Сједињене Државе (2)
- Узбекистан (1)
- Украјина (2)
- Финска (1)
- Француска (1)
- Холандија (1)
- Чиле (2)
- Швајцарска (2)
- Шпанија (2)

## Резултати
Квалификације су одржане 19. јула са почетком у 10:00 часова, а полуфинале истог дана од 15:30 часова. Финале је одржано дан касније, 20. јула од 18:30 часова.
| ПЛ. | Такмичарка          | Репрезентација   | Квалификације | Квалификације | Полуфинале        | Полуфинале        | Финале            | Финале            |
| ПЛ. | Такмичарка          | Репрезентација   | Поена         | Плас.         | Поена             | Плас.             | Поена             | Плас.             |
| --- | ------------------- | ---------------- | ------------- | ------------- | ----------------- | ----------------- | ----------------- | ----------------- |
|     | Сје Сији            | Кина             | 512,90        | 1.            | 476,50            | 4.                | 547,10            | 1.                |
| 2   | Патрик Хауздинг     | Немачка          | 447,40        | 5.            | 471,70            | 5.                | 526,15            | 2.                |
| 3   | Иља Захаров         | Русија           | 502,30        | 2.            | 471,30            | 6.                | 505,90            | 3.                |
| 04. | Ромел Пачеко        | Mексико          | 431,75        | 10.           | 478,90            | 3.                | 501,60            | 4.                |
| 05. | Џек Ло              | Велика Британија | 477,85        | 3.            | 498,75            | 2.                | 500,65            | 5.                |
| 06. | Хаир Окампо         | Mексико          | 444,95        | 7.            | 427,15            | 11.               | 487,15            | 6.                |
| 07. | Олег Колодиј        | Украјина         | 418,70        | 14.           | 409,95            | 12.               | 470,00            | 7.                |
| 08. | Јевгениј Кузњецов   | Русија           | 423,85        | 12.           | 464,75            | 7.                | 458,70            | 8.                |
| 09. | Џејмс Конор         | Aустралија       | 431,90        | 9.            | 462,30            | 8.                | 453,80            | 9.                |
| 10. | Цао Јуен            | Кина             | 452,65        | 4.            | 517,45            | 1.                | 453,70            | 10.               |
| 11. | Рос Хезлам          | Велика Британија | 425,70        | 11.           | 433,00            | 10.               | 452,90            | 11.               |
| 12. | Матје Росе          | Француска        | 442,35        | 8.            | 443,55            | 9.                | 435,70            | 12.               |
| 13. | Шо Сакај            | Jапан            | 445,65        | 6.            | 407,80            | 13                | Нису се пласирали | Нису се пласирали |
| 14. | Гијом Дутоа         | Швајцарска       | 407,10        | 18.           | 405,95            | 14.               | Нису се пласирали | Нису се пласирали |
| 15. | Иља Кваша           | Украјина         | 416,30        | 15.           | 405,60            | 15.               | Нису се пласирали | Нису се пласирали |
| 16. | Константин Блаха    | Aустрија         | 398,05        | 19.           | 401,90            | 16.               | Нису се пласирали | Нису се пласирали |
| 17. | Филип Гање          | Канада           | 410,25        | 16.           | 396,90            | 17.               | Нису се пласирали | Нису се пласирали |
| 18. | Стил Џонсон         | Сједињене Државе | 409,65        | 17.           | 394,55            | 18.               | Нису се пласирали | Нису се пласирали |
| 19. | Ву Харам            | Јужна Кореја     | 420,10        | 13.           | Дисквалификован   | Дисквалификован   | Дисквалификован   | Дисквалификован   |
| 20. | Мајкл Хиксон        | Сједињене Државе | 397,45        | 20.           | Нису се пласирали | Нису се пласирали | Нису се пласирали | Нису се пласирали |
| 21. | Себастијан Виља     | Колумбија        | 395,40        | 21.           | Нису се пласирали | Нису се пласирали | Нису се пласирали | Нису се пласирали |
| 22. | Николас Гарсија     | Шпанија          | 390,80        | 22.           | Нису се пласирали | Нису се пласирали | Нису се пласирали | Нису се пласирали |
| 23. | Ким Јонгнам         | Јужна Кореја     | 388,70        | 23.           | Нису се пласирали | Нису се пласирали | Нису се пласирали | Нису се пласирали |
| 24. | Ђовани Точи         | Италија          | 388,05        | 24.           | Нису се пласирали | Нису се пласирали | Нису се пласирали | Нису се пласирали |
| 25. | Рафаел Кинтеро      | Порторико        | 386,70        | 25.           | Нису се пласирали | Нису се пласирали | Нису се пласирали | Нису се пласирали |
| 26. | Ој Це Љанг          | Малезија         | 385,92        | 26.           | Нису се пласирали | Нису се пласирали | Нису се пласирали | Нису се пласирали |
| 27. | Стефан Фек          | Немачка          | 385,45        | 27.           | Нису се пласирали | Нису се пласирали | Нису се пласирали | Нису се пласирали |
| 28. | Франсоа Имбо-Дулак  | Канада           | 385,30        | 28.           | Нису се пласирали | Нису се пласирали | Нису се пласирали | Нису се пласирали |
| 29. | Јона Најт-Виздом    | Jамајка          | 385,00        | 29.           | Нису се пласирали | Нису се пласирали | Нису се пласирали | Нису се пласирали |
| 30. | Себастијан Моралес  | Колумбија        | 383,90        | 30.           | Нису се пласирали | Нису се пласирали | Нису се пласирали | Нису се пласирали |
| 31. | Кевин Чавез         | Aустралија       | 382,85        | 31.           | Нису се пласирали | Нису се пласирали | Нису се пласирали | Нису се пласирали |
| 32. | Алберто Аревало     | Шпанија          | 372,45        | 32.           | Нису се пласирали | Нису се пласирали | Нису се пласирали | Нису се пласирали |
| 33. | Оливер Дингли       | Ирска            | 369,75        | 33.           | Нису се пласирали | Нису се пласирали | Нису се пласирали | Нису се пласирали |
| 34. | Анджеј Жешутек      | Пољска           | 366,75        | 34.           | Нису се пласирали | Нису се пласирали | Нису се пласирали | Нису се пласирали |
| 35. | Јоуни Калунки       | Финска           | 364,55        | 35.           | Нису се пласирали | Нису се пласирали | Нису се пласирали | Нису се пласирали |
| 36. | Микита Ткачов       | Белорусија       | 355,00        | 36.           | Нису се пласирали | Нису се пласирали | Нису се пласирали | Нису се пласирали |
| 37. | Јан Матос           | Бразил           | 338,65        | 37.           | Нису се пласирали | Нису се пласирали | Нису се пласирали | Нису се пласирали |
| 38. | Јуи ван Етен        | Холандија        | 335,10        | 38.           | Нису се пласирали | Нису се пласирали | Нису се пласирали | Нису се пласирали |
| 39. | Јевгениј Караљов    | Белорусија       | 328,05        | 39.           | Нису се пласирали | Нису се пласирали | Нису се пласирали | Нису се пласирали |
| 40. | Тимоти Ли           | Сингапур         | 325,65        | 40.           | Нису се пласирали | Нису се пласирали | Нису се пласирали | Нису се пласирали |
| 41. | Јонатан Зуков       | Швајцарска       | 325,40        | 41.           | Нису се пласирали | Нису се пласирали | Нису се пласирали | Нису се пласирали |
| 42. | Хесус Лиранцо       | Венецуела        | 320,80        | 42.           | Нису се пласирали | Нису се пласирали | Нису се пласирали | Нису се пласирали |
| 43. | Лијам Стоун         | Нови Зеланд      | 316,60        | 43.           | Нису се пласирали | Нису се пласирали | Нису се пласирали | Нису се пласирали |
| 44. | Aхмад Азман         | Mалезија         | 311,15        | 44.           | Нису се пласирали | Нису се пласирали | Нису се пласирали | Нису се пласирали |
| 45. | Ли Марк Хан Минг    | Сингапур         | 295,65        | 45.           | Нису се пласирали | Нису се пласирали | Нису се пласирали | Нису се пласирали |
| 46. | Амар Хасан          | Eгипат           | 293,70        | 46.           | Нису се пласирали | Нису се пласирали | Нису се пласирали | Нису се пласирали |
| 47. | Јусеф Езат          | Eгипат           | 293,35        | 47.           | Нису се пласирали | Нису се пласирали | Нису се пласирали | Нису се пласирали |
| 48. | Артуро Валдес       | Куба             | 287,40        | 48.           | Нису се пласирали | Нису се пласирали | Нису се пласирали | Нису се пласирали |
| 49. | Дијего Каркин       | Чиле             | 285,00        | 49.           | Нису се пласирали | Нису се пласирали | Нису се пласирали | Нису се пласирали |
| 50. | Адријано Кристофори | Италија          | 284,85        | 50.           | Нису се пласирали | Нису се пласирали | Нису се пласирали | Нису се пласирали |
| 51. | Ботонд Бота         | Мађарска         | 282,20        | 51.           | Нису се пласирали | Нису се пласирали | Нису се пласирали | Нису се пласирали |
| 52. | Сандро Меликидзе    | Грузија          | 281,00        | 52.           | Нису се пласирали | Нису се пласирали | Нису се пласирали | Нису се пласирали |
| 53. | Карлос Ескалона     | Куба             | 265,25        | 53.           | Нису се пласирали | Нису се пласирали | Нису се пласирали | Нису се пласирали |
| 54. | Абел Лигарт         | Мађарска         | 249,10        | 54.           | Нису се пласирали | Нису се пласирали | Нису се пласирали | Нису се пласирали |
| 55. | Донато Неглија      | Чиле             | 189,35        | 55.           | Нису се пласирали | Нису се пласирали | Нису се пласирали | Нису се пласирали |
| 56. | Достон Ботиров      | Узбекистан       | 49,50         | 56.           | Нису се пласирали | Нису се пласирали | Нису се пласирали | Нису се пласирали |